# Wojciech Nowak (Mediziner)
Wojciech Nowak (* 21. September 1949 in Krakau) ist ein polnischer Chirurg und seit 2012 Rektor der Jagiellonen-Universität in Krakau.

## Leben
Wojciech Nowak studierte 1968 bis 1974 Medizin am Collegium Medicum Uniwersytetu Jagiellońskiego der Jagiellonen-Universität. 1977 erlangte er den 1. Grad für allgemeine Chirurgie, den 2. im Jahr 1984.
Zwischenzeitlich, am 30. Oktober 1981, promovierte Wojciech Nowak zum Dr. med., am 15. November 1996 habilitierte er zum Dr. habil.
2002 bis 2006 war er Spezialist für klinischen Transplantation der Wojewodschaft Kleinpolen.
2003 bis 2008 war er stellvertretender Chefarzt für allgemeine Chirurgie und Gastroenterologie an der Universitätsklinik Krakau. Ab 2009 war er am selben Klinikum Leiter des 3. Lehrstuhls und der Klinik für allgemeine Chirurgie.
Am 20. April 2012 wurde er für die Dauer von vier Jahren zum Rektor der Jagiellonen-Universität gewählt.
Am 7. April 2016 wurde er in diesem Amt für die zweite Amtszeit 2012–2020 bestätigt. Darüber hinaus ist er seit 2016 Leiter der Rektorenkonferenz der polnischen Universitäten.

## Lehrtätigkeiten
2004 bis 2009 war Nowak außerordentlicher Professor am 1. Lehrstuhl für allgemeine Chirurgie. Zudem war er 2004 bis 2008 Leiter des Lehrstuhls für Anatomie und von 2005 bis 2008 Dekan der medizinischen Fakultät. Anschließend war er bis 2012 Prorektor der Jagiellonen-Universität für das Collegium Medicum. Zum 1. Mai 2009 wurde er zum ordentlichen Professor des Collegium Medicum berufen. Im November 2010 wurde er für ein Jahr Leiter der europäischen Vereinigung der Chirurgen (European Society of Surgery).